# Château de D'Huison-Longueville
Le château de D'Huison-Longueville est un édifice situé sur le territoire de la commune de D'Huison-Longueville dans le département français de l'Essonne.

## Histoire
Le château fait l'objet d'une inscription partielle au titre des monuments historiques, une cheminée du XVIe siècle par arrêté du 7 décembre 1965. 